# Hans van der Laan (burgemeester)

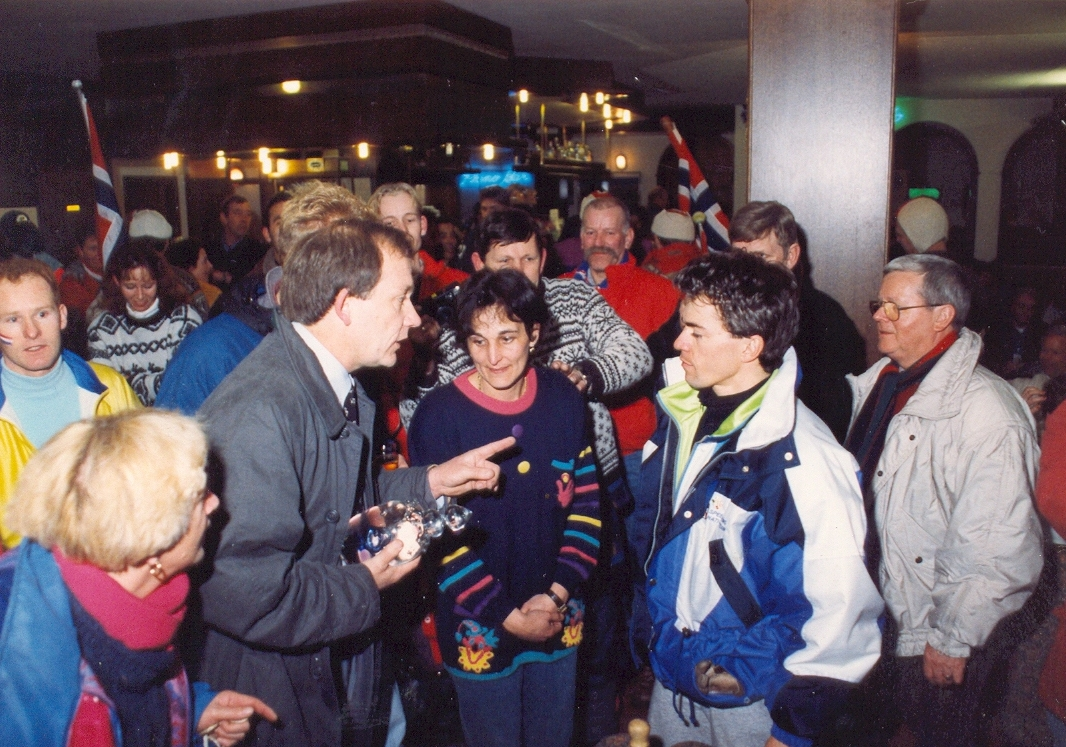
Hans van der Laan als burgemeester van Dwingeloo in gesprek met de Italiaanse schaatser Roberto Sighel

J.H. (Hans) van der Laan (Loppersum, 1 juli 1950) is een Nederlands bestuurder voor de PvdA. Hij was van 2001 tot 2015 burgemeester van Noordenveld.
Van der Laan studeerde af in de rechten en begon als wethouder in zijn geboorteplaats Loppersum. Hij was dit van 1978 tot 1985. Vervolgens was hij achtereenvolgens burgemeester in Dwingeloo (vanaf eind 1991 korte tijd tevens waarnemend burgemeester van Diever) en Eemsmond. Daarmee is hij de op een na langst zittende burgemeester van Nederland.
Hij houdt van voetbal en is de oprichter van het burgemeesterselftal. Tevens is hij commissaris van SportDrenthe.
Hans van der Laan is gehuwd en heeft drie kinderen. In oktober 2014 maakte hij bekend een jaar later op te stappen. Midden 2015 werd Klaas Smid door de gemeenteraad van Noordenveld voorgedragen om Van der Laan op te volgen als burgemeester.